# Diamesa solhoyi
Diamesa solhoyi är en tvåvingeart som beskrevs av Willassen 2005. Diamesa solhoyi ingår i släktet Diamesa och familjen fjädermyggor.
Artens utbredningsområde är Tibet. Inga underarter finns listade i Catalogue of Life.